# 재키러브
재키러브(2000년 11월 18일 ~ )는 중국의 리그 오브 레전드 프로게이머로 포지션은 원딜이다. 게임 아이디는 Jackylove이다. 현재 리그 오브 레전드 프로리그의 탑 e스포츠 소속이다.